# Гишка, Игорь Семёнович
Игорь Семёнович Гишка (укр. І́гор Семе́нович Ги́шка; 8 октября 1948, Городенка — 10 июля 2025) — советский и украинский трубач, педагог, учёный.

## Биография
Свою трудовую и исполнительскую деятельность начал ещё в период обучения в Ивано-Франковском музыкальном училище (1963). Будучи студентом второго курса, работал в оркестре Ивано-Франковского музыкально-драматического театра им. И. Франко. С 1967 по 1969 год, наряду со службой в армии, играл в различных оркестрах, в том числе в сценическом оркестре Львовского оперного театра. В 1969 году поступил в Львовскую государственную консерваторию в класс старшего преподавателя В. А. Швеца. Учась в консерватории, И. Гишка одновременно работал в различных творческих коллективах Львова — эстрадном оркестре Дворца культуры железнодорожников (1969—1970), оркестре цирка (1970—1971), оркестре Львовского облуправления кинофикации (1971—1972).
В 1972 году по итогам конкурса занял место солиста оркестра Львовского оперного театра. На этой должности он работал всего год, но успел освоить большой и сложный оперно-балетный репертуар театра. Находясь в Чехословакии с 1973 по 1977 год, служил солистом оркестра штаба и ансамбля Центральной группы войск, осуществлял записи на студии звукозаписи «Suprafon», выступал по Чехословацкому телевидению. За активную творческую деятельность в 1975 году в Праге он был награждён Почётным знаком Союза чехословацко-советской дружбы II степени.
С 1977 по 1992 год музыкант занимал должность концертмейстера группы труб симфонического оркестра Львовской филармонии. Работал с известными советскими и зарубежными дирижёрами и солистами — Ф. Мансуровым, К. Кондрашиным, Н. Колессой, С. Турчаком, Ю. Луцивым, И. Паиным, Д. Пелехатым, В. Балеем, Е. де Мори, Б. д’Астоли и др. Многие дирижёры отмечали высокое исполнительское мастерство И. Гишки.
Параллельно с концертно-исполнительской Гишка вёл активную педагогическую и научную деятельность. С 1977 по 2001 год И. Гишка вёл класс трубы в ДМШ № 2, а с 1990 по 2001 год на отделении музыкального искусства эстрады в Львовском государственном музыкальном училище им. С. Людкевича. С 1993 года работал на военно-дирижёрской кафедре Академии сухопутных войск имени гетмана Петра Сагайдачного. В 2005 году защитил кандидатскую диссертацию по теме «Звукотворческий компонент трубного исполнительства: традиции и базинг» и получил научную степень кандидата искусствоведения, а в 2007 году решением Аттестационной коллегии МОН ему присвоено учёное звание доцента. С 2006 по 2010 И. Гишка работал на должности доцента (по совместительству) кафедры духовых и ударных инструментов Львовской национальной музыкальной академии им. Н. В. Лысенко. Постоянно проводил мастерклассы на различных научных семинарах и конференциях, работал в составе жюри всеукраинских и международных конкурсов и фестивалей на Украине и за рубежом.
И. С. Гишка вёл активную научную и педагогическую деятельность, в течение многих лет был членом Учёного совета Академии сухопутных войск имени гетмана Петра Сагайдачного. Он автор первой в мире методики формирования амбушюра трубача на принципах базинга и первой на Украине монографии по вопросам теории и методики обучения игры на трубе, опубликованной на английском языке. Из-под его пера вышло три монографии, три учебных пособия, более семи десятков научных статей, он обладатель 12 свидетельств авторского права. Ученики, студенты и курсанты доцента И. Гишки неоднократно завоёвывали лауреатские звания в сольной и ансамблевой номинациях на всеукраинских и международных конкурсах и фестивалях. Многие из них успешно работают на Украине, в России, Польше, Италии и Португалии как музыканты и преподаватели.
Умер 10 июля 2025 года в возрасте 76 лет.

## Труды
- Формування амбушура трубача (традиції та базинг) [Текст] : дослідження / І. С. Гишка ; Львівська держ. музична академія ім. М. В. Лисенка. — Л. : ЗУКЦ, 2002. — 136 с.: іл. — Бібліогр.: с. 128—134. — ISBN 966-95980-7-9
- Звукоутворення як важлива складова технічної досконалості трубача (історія, теорія, методика, практика) [Текст] : монографія / Ігор Гишка ; Акад. сухопут. військ ім. гетьмана П. Сагайдачного. — Л. : АСВ, 2010. — 183 с. : рис., ноти. — Бібліогр.: с. 172—181. — 300 прим. — ISBN 978-966-486-069-4
- Теорія і методика постановки виконавського апарату трубача [Текст] : навч.-метод. посіб. для студ. мистец. навч. закл. III—IV рівнів акредитації / Ігор Гишка, Олег Горман. — Л. : Акад. сухопут. військ, 2013. — 108 с. : рис. — Бібліогр.: с. 87-104. — 300 прим. — ISBN 978-966-2699-24-1
- Ергономіка виконавського апарату сучасного трубача [Текст] : навч. посіб. / Ігор Гишка; [Нац. акад. сухопут. військ]. — Львів : НАСВ, 2021. — 206 с. : рис., муз. тв. — Бібліогр.: с. 191—203. — 50 прим.